# فهرست منطقه‌های ماداگاسکار

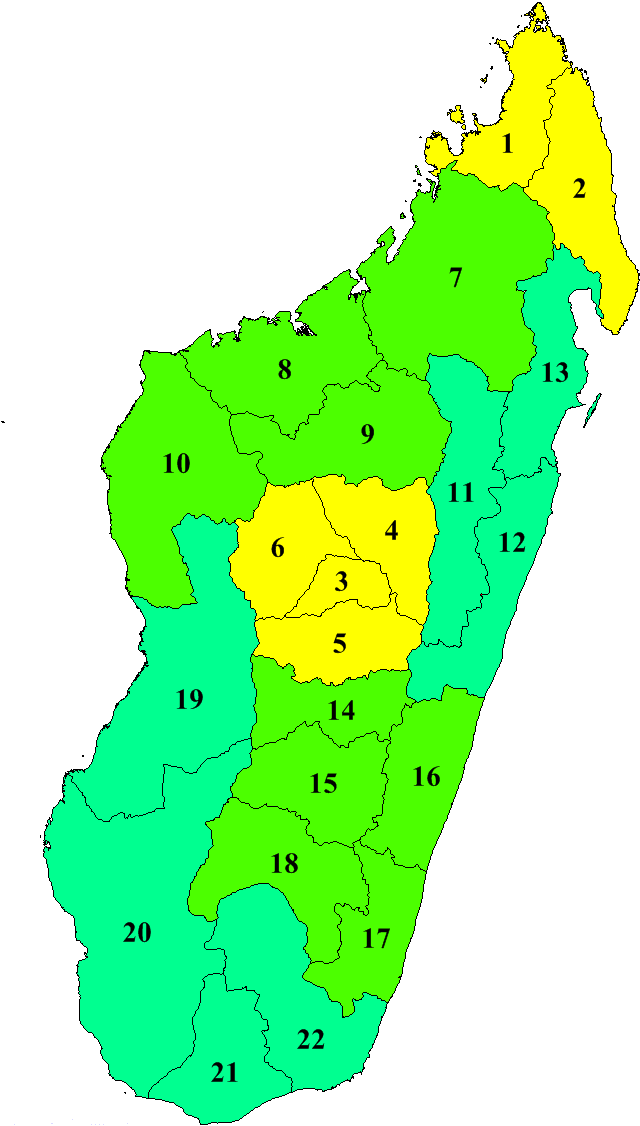
منطقه‌های ماداگاسکار

بعد از اینکه در ۴ اکتبر ۲۰۰۲ تغییراتی در تقسیمات اداری و جغرافیایی ماداگاسکار ایجاد شد، ۶ استان سابق این کشور منحل شده و ماداگاسکار از لحاظ جغرافیایی به ۲۲ منطقه تقسیم شد. فهرست مناطق بیست و دوگانه ماداگاسکار در جدول زیر درج شده است.
| شماره منطقه بر روی نقشه | نام منطقه                          | مساحت بر حسب کیلومترمربع | جمعیت (تخمین ۲۰۰۴ میلادی) | تراکم جمعیت | مرکز منطقه               |
| ----------------------- | ---------------------------------- | ------------------------ | ------------------------- | ----------- | ------------------------ |
| ۱                       | دیانا                              | ۱۹٬۲۶۶                   | ۴۸۵٬۸۰۰                   | ۲۵٫۲        | Antsiranana              |
| ۲                       | ساوا                               | ۲۵٬۵۱۸                   | ۸۰۵٬۳۰۰                   | ۳۱٫۶        | Sambava                  |
| ۳                       | ایتاسی                             | ۶٬۹۹۳                    | ۶۴۳٬۰۰۰                   | ۹۱٫۹        | Miarinarivo              |
| ۴                       | آنالامانگا                         | ۱۶٬۹۱۱                   | ۲٬۸۱۱٬۵۰۰                 | ۱۶۶٫۳       | Antananarivo-Renivohitra |
| ۵                       | واکینانکاراترا                     | ۱۶٬۵۹۹                   | ۱٬۵۸۹٬۸۰۰                 | ۹۵٫۸        | Antsirabe I              |
| ۶                       | بونگولاوا                          | ۱۶٬۶۸۸                   | ۳۲۶٬۶۰۰                   | ۱۹٫۶        | Tsiroanomandidy          |
| ۷                       | سوفیا                              | ۵۰٬۱۰۰                   | ۹۴۰٬۸۰۰                   | ۱۸٫۸        | Antsohihy                |
| ۸                       | بوئنی                              | ۳۱٬۰۴۶                   | ۵۴۳٬۲۰۰                   | ۱۷٫۵        | Mahajanga I              |
| ۹                       | بتسیبوکا                           | ۳۰٬۰۲۵                   | ۲۳۶٬۵۰۰                   | ۷٫۹         | Maevatanana              |
| ۱۰                      | ملاکی                              | ۳۸٬۸۵۲                   | ۱۷۵٬۵۰۰                   | ۴٫۵         | Maintirano               |
| ۱۱                      | آلائوترا-مانگورو                   | ۳۱٬۹۴۸                   | ۸۷۷٬۷۰۰                   | ۲۷٫۵        | امباتوندرازاک            |
| ۱۲                      | آتسینانانا                         | ۲۱٬۹۳۴                   | ۱٬۱۱۷٬۱۰۰                 | ۵۰٫۹        | Toamasina I              |
| ۱۳                      | آنالانجیروفو                       | ۲۱٬۹۳۰                   | ۸۶۰٬۸۰۰                   | ۳۹٫۳        | Fenerive Est             |
| ۱۴                      | آمورونئی مانیا                     | ۱۶٬۱۴۱                   | ۶۹۳٬۲۰۰                   | ۴۲٫۹        | Ambositra                |
| ۱۵                      | هائوته ماتسیاترا (Upper Matsiatra) | ۲۱٬۰۸۰                   | ۱٬۱۲۸٬۹۰۰                 | ۵۳٫۵        | Fianarantsoa I           |
| ۱۶                      | واتوواوی-فیتووینانی                | ۱۹٬۶۰۵                   | ۱٬۰۹۷٬۷۰۰                 | ۵۶٫۰        | Manakara                 |
| ۱۷                      | آتسیمو-آتسینانانا (South-East)     | ۱۸٬۸۶۳                   | ۶۲۱٬۲۰۰                   | ۳۲٫۹        | Farafangana              |
| ۱۸                      | ایهورومبه                          | ۲۶٬۳۹۱                   | ۱۸۹٬۲۰۰                   | ۷٫۲         | Ihosy                    |
| ۱۹                      | منابه                              | ۴۶٬۱۲۱                   | ۳۹۰٬۸۰۰                   | ۸٫۵         | Morondava                |
| ۲۰                      | آتسیمو-آندرفانا (South-West)       | ۶۶٬۲۳۶                   | ۱٬۰۱۸٬۵۰۰                 | ۱۵٫۴        | Toliara I                |
| ۲۱                      | آندروی                             | ۱۹٬۳۱۷                   | ۴۷۶٬۶۰۰                   | ۲۴٫۷        | Ambovombe Androy         |
| ۲۲                      | آنوسی                              | ۲۵٬۷۳۱                   | ۵۴۴٬۲۰۰                   | ۲۱٫۱        | Taolagnaro               |